# Савро (станція)
Савро́ — вузлова вантажно-пасажирська залізнична станція Криворізької дирекції Придніпровської залізниці на перетині ліній Савро — Саксагань, П'ятихатки — Савро та Савро — Рядова між станціями Жовті Води I (9 км) та Саксагань (30 км).
Розташована у селі Савро неподалік від сіл Вільне, Кам'янський район та Запорожець, Криворізький район, Дніпропетровської області.

## Пасажирське сполучення
На станції зупиняються приміські електропоїзди, що прямують до станцій Кривий Ріг-Головний, Рокувата, Тимкове, Карачуни, Терни — П'ятихатки.